# گاروین (اکلاهما)
گاروین(به انگلیسی: Garvin) شهری در ایالت اکلاهما کشور ایالات متحده آمریکا است که جمعیت آن در سرشماری سال ۲۰۱۰ میلادی، ۲۵۶ نفر بوده‌است.